# Winduasri
Winduasri is een bestuurslaag in het regentschap Brebes van de provincie Midden-Java, Indonesië. Winduasri telt 368 inwoners (volkstelling 2010).